# Windows форми
Windows форми (на английски: Windows Forms) е графична (GUI) библиотека от класове в състава на Microsoft .NET Framework, която предоставя платформа за писане на клиентски приложения за настолни компютри, лаптопи и таблети. Формите са разглеждани като замяна на по-ранната и по-сложна C++ базирана библиотека Microsoft Foundation Class Library, въпреки че не предлагат съпоставима парадигма, а служат само като платформа за създаване на слоя потребителски интерфейс в многослойни решения..

## Архитектура
Изработените с помощта на Windows форми приложения се задействат при настъпване на определено събитие или при определено действие от страна на потребителя, като например попълване на текстово поле или посочване и щракване на бутон.
Windows формите предоставят достъп до стандартните вградени контроли на Windows User Interface, като комбинира Windows API и т.нар. managed code (термин на Microsoft за програмен код, който се изпълнява под „управлението“ на виртуална машина .NET). В случая на Win32 API и Microsoft .NET Framework чрез Windows формите се постига по-разбираемо представяне, отколкото чрез Visual Basic или MFC.

## Характеристики
Всички визуални елементи в библиотеката Windows Forms са получени от класа Control. Това осигурява минималната необходима информация за всеки елемент от потребителския интерфейс, като например местоположение, размер, цвят, шрифт, текст, както и чести събития, като посочване и щракване и влачене и пускане. Класът Control поддържа докинг, което позволява приемственост при промяна на позицията, както и Microsoft Active Accessibility, което помага на потребители с увреждания.
Освен че позволяват използването на контроли като бутони, текстови полета и др., Windows формите предоставят собствени контроли за ActiveX, оформление, валидация и свързване на данни. Тези контроли са представени чрез Graphics_Device_Interface (GDI+).

## История
Windows формите са един от първите лесни начини за предоставяне на графичен потребителски интерфейс към компонентите на .NET Framework. Платформата е построена върху съществуващия Windows API и някои от контролите просто „обвиват“ съществуващи Windows компоненти. Някои от тези методи позволяват директен достъп до Win32, което обаче не е достъпно за платформи, различни от Windows.
 